# Jardins de Laribal
Els jardins de Laribal es troben a la muntanya de Montjuïc de Barcelona i estan catalogats com a bé amb elements d'interès (categoria C). Van ser realitzats entre 1917 i 1924, amb motiu de l'Exposició Internacional de Barcelona de 1929 per Jean-Claude Nicolas Forestier i Nicolau Maria Rubió i Tudurí.

## Història
La iniciativa d'enjardinar la muntanya de Montjuïc va sorgir a la fi del segle xix. El 1894, Josep Amargós va elaborar un projecte que finalment no va ser dut a terme. El 1905, un altre projecte preveia la retirada de la distinció de plaça militar i la creació d'un parc amb jardins, però no va ser aprovat. El primer jardí públic de la muntanya estava ubicat en una antiga propietat del periodista i polític republicà Josep Laribal, comprada per l'Ajuntament l'any 1908. La nit de Sant Joan de l'any següent van ser oberts al públic, (cal tenir en compte que en aquest espai eren tradicionals les fontades i celebracions).
El 1914 es va fer la primera actuació efectiva amb l'obertura d'una avinguda que conduïa des de la Gran Via fins a la zona de Miramar, a càrrec novament de Josep Amargós. Finalment, l'impuls definitiu es va produir amb la celebració de l'Exposició Internacional de 1929. El 1917 van començar les obres d'urbanització del vessant nord de la muntanya, a càrrec de l'enginyer Marià Rubió i Bellver, mentre que el projecte d'enjardinament va anar a càrrec del paisatgista francès Forestier, que va comptar amb la col·laboració de Rubió i Tudurí, director de Parcs i jardins de Barcelona entre 1917 i 1937, que va realitzar un conjunt de marcat caràcter mediterrani i gust classicista. Les obres es van perllongar fins al 1924, i van consistir principalment en la creació dels jardins de Laribal, d'estil andalusí, que a través d'una sèrie de terrasses amb pèrgoles, placetes i fonts (com la famosa Font del Gat) desembocava al Teatre Grec, un teatre a l'aire lliure inspirat en els antics teatres grecs, especialment en el d'Epidaure, projectat per Ramon Reventós. A la mateixa muntanya de Montjuïc, Forestier i Rubió van dissenyar també els jardins del Teatre Grec, els de Miramar i els de l'Umbracle.
El 2002, després de molts anys d'abandó, l'espai va ser restaurat.

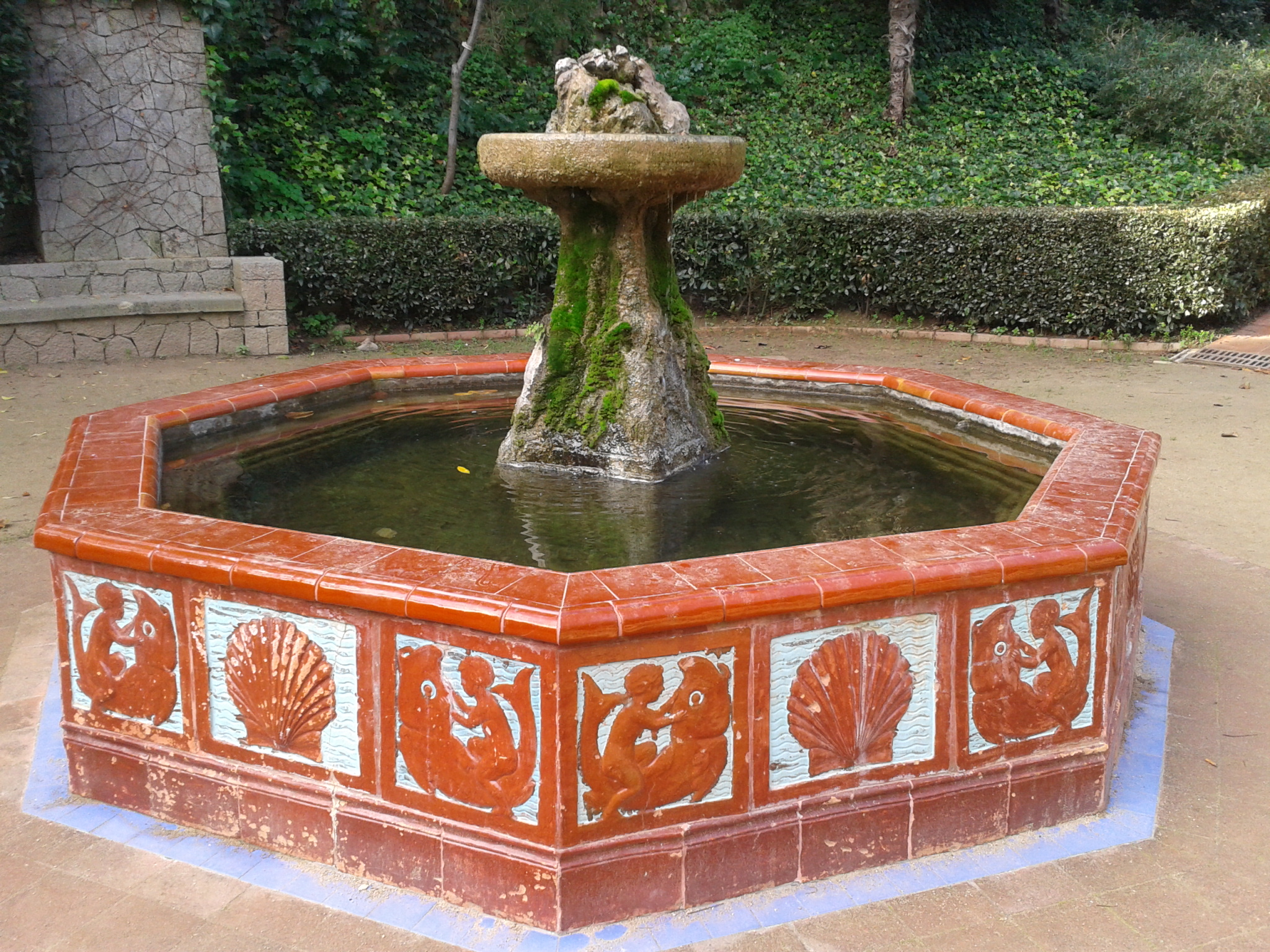
Font de ceràmica

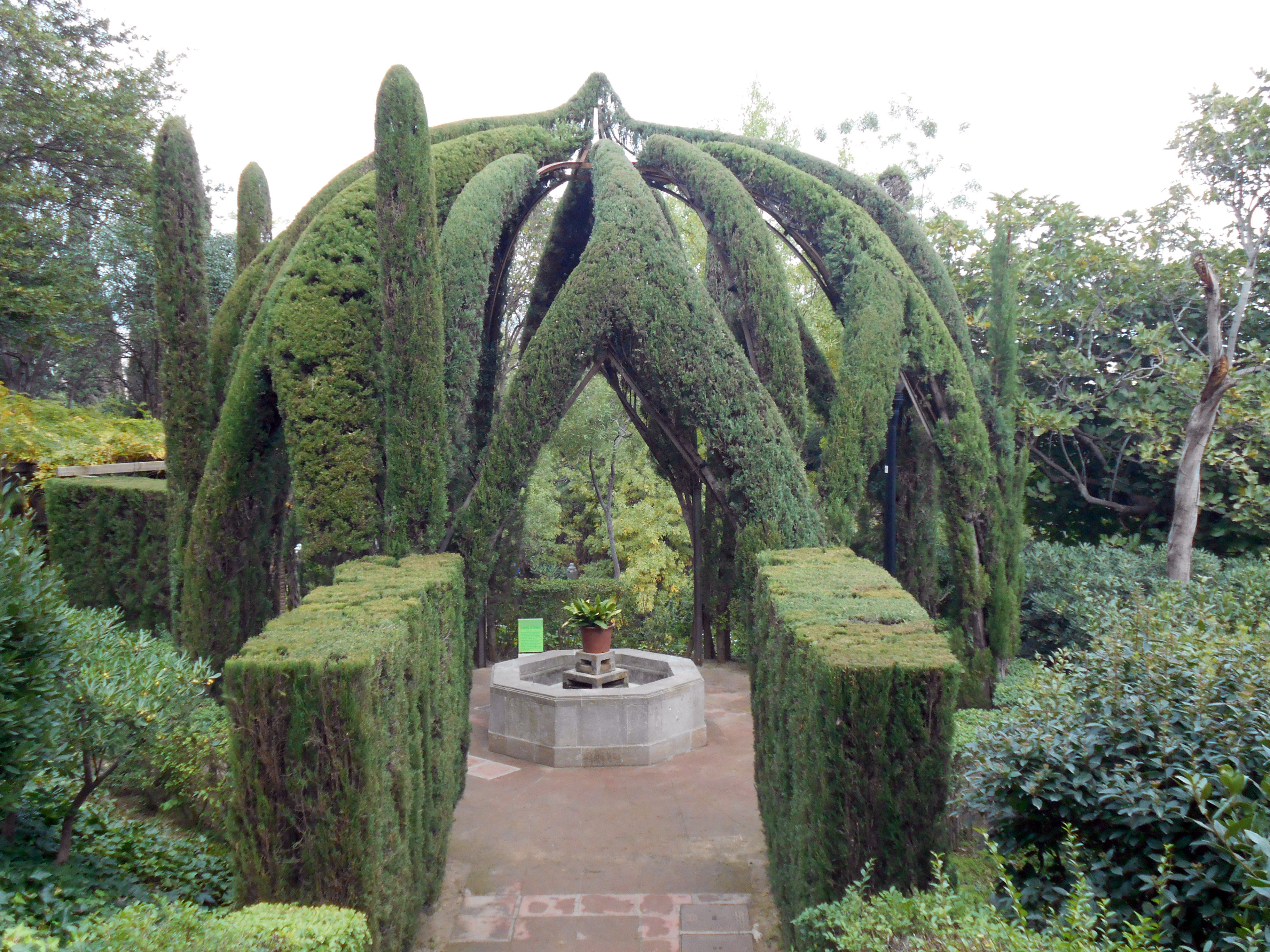
Glorieta de xiprers

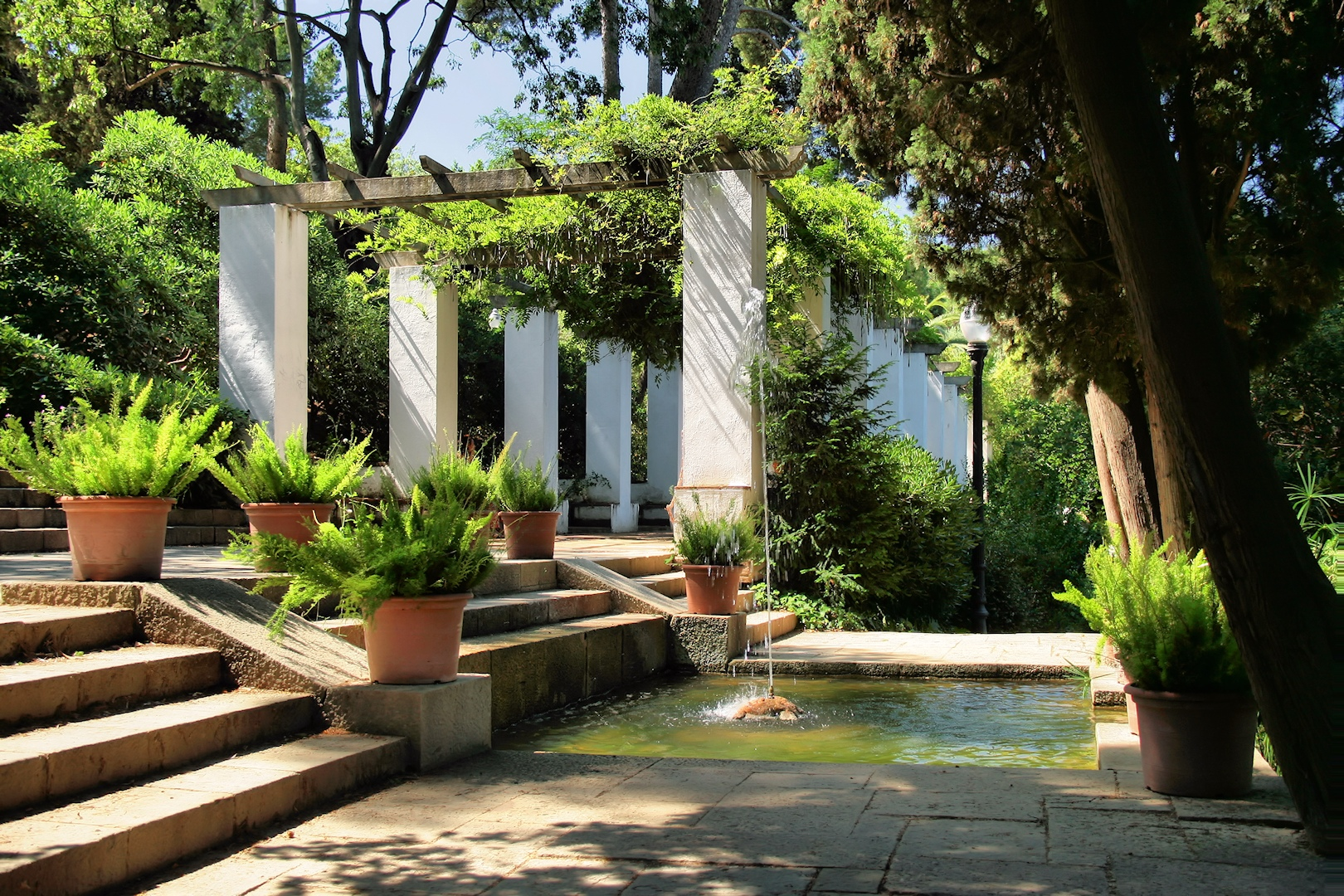
Pèrgola

## Descripció
Els jardins estan estructurats per terrasses a través de diversos nivells, units per camins i escalinates. Les zones més planes estan protegides del sol a través d'una sèrie de pèrgoles de maó, pedra i pilars blancs. Així mateix, la presència de fonts, bancs i adorns de rajola, jocs d'aigua i testos amb flors en ampits i baranes, atorguen al conjunt una certa similitud amb els jardins de Granada. Alberguen diversos espais singulars, com les escales del Generalife, dissenyades per Forestier amb estanys amb fonts en els replans i cascades als passamans. També s'hi troba la Font del Gat, amb un sortidor en forma de cap de gat, obra de l'escultor Josep Antoni Homs. Al costat, l'antic propietari Josep Laribal va fer construir una vila d'estil neoàrab, obra de Josep Puig i Cadafalch, que va ser restaurant per un temps, després seu del Centre d'Acollida del Parc de Montjuïc, i des del 2002 un altre cop restaurant. Prop d'aquest edifici hi ha una font de ceràmica esmaltada amb motius marins, obra de Josep Llorens i Artigas, que antigament tenia un sortidor en forma de peix, ja desaparegut. A l'entrada al jardí pel passeig de Santa Madrona hi ha una altra font, anomenada del Sàtir.
En un altre espai es troba el roserar de la Colla de l'Arròs, un pati ovalat envoltat de xiprers, sota una pèrgola amb pilars de terracota, que alberga una sèrie de parterres rectangulars amb diferents varietats de rosers, així com un estany quadrangular amb rajoles esmaltats al centre. Al costat de la roserar hi ha una glorieta de xiprers amb una font al centre, que antigament tenia un sortidor amb un bust femení de marbre, avui desaparegut. Finalment, la plaça del Claustre connecta els jardins de Laribal amb els del Teatre Grec, on destaquen tres grans plataners.
Al recinte dels jardins es troben diverses escultures que atorguen al conjunt un aire més artístic: Estival, de Jaume Otero (1929), un nu femení en marbre d'estil art déco, Jove de la trena, de Josep Viladomat (1928), un altre nu efectuat en bronze; i Repòs (1925), un nou nu femení en pedra, obra de Josep Viladomat sobre un original de Manolo Hugué.
Dins dels jardins se situa el Museu Etnològic de Barcelona, i en els seus voltants es troba la Fundació Joan Miró, així com el jardí d'Escultures.

### Vegetació
La vegetació és en la seva major part de tipus mediterrani, amb espècies com: pi blanc (Pinus halepensis), pi pinyer (Pinus pinea), llorer (Laurus nobilis), taronger amarg (Citrus aurantium), xiprer (Cupressus sempervirens), acàcia (Robinia pseudoacacia), olivereta (Ligustrum lucidum), pitòspor (Pittosporum tobira), baladre (Nerium oleander), evònim del Japó (Evonymus japonicus), geranis (Pelargonium sp.), anglesines (Wisteria sinensis), rosa de Banksia (Rosa banksiae), espígol (Lavandula angustifolia), romaní (Rosmarinus officinalis), heura (Hedera helix), pi australià (Casuarina cunninghamiana), eucaliptus (Eucalyptus globulus), xiprer de Lambert (Cupressus macrocarpa), cedre de l'Himàlaia (Cedrus deodara), plataner (Platanus X hispanica), etc.